# Египтос (улица в Солун)
„Египтос“ (на гръцки: Αιγύπτου) е улица в македонския град Солун, Гърция. 

## Описание
Това е една от главните улици на традиционния квартал Лададика. Името ѝ, в превод Египет, е наследство от старото Масър чаршия, тоест Египетската чаршия. Египетската чаршия е била централният пазар на Османски Солун и се е простирала извън западните стени и надолу към пристанището. Има около 500 магазина, в които се продава захар, ориз, кафе, лен и множество екзотични продукти стоки продукти.
- Стара пощенска картичка с чаршията
- Къщи на улицата
- Къщи на улицата